# Fringe: Na granicy światów
Fringe: Na granicy światów (oryg. Fringe) – amerykański serial science-fiction stworzony przez J.J. Abramsa (współtwórcy serialu Zagubieni), Alexa Kurtzmana i Roberta Orciego dla sieci telewizyjnej FOX, emitowany oryginalnie od 9 września 2008 do 18 stycznia 2013. 
Nazwa serialu nawiązuje do fringe science, obejmującej nietypowe teorie naukowe, a główni bohaterowie zajmują się zjawiskami niezgodnymi z uznanymi teoriami naukowymi. 

## Produkcja i emisja
Po dobrych wynikach oglądalności pierwszych odcinków stacja FOX podjęła decyzję o produkcji pełnego sezonu, czyli 20 odcinków serialu, a także o stworzeniu drugiego sezonu, liczącego 22 odcinki. Trzeci sezon serialu wystartował na amerykańskim Foksie 23 września 2010 roku. Mimo spekulacji o zakończeniu produkcji Fringe w 2011 roku wskutek malejącej oglądalności, serial przedłużono o czwartą, 22-odcinkową serię w sezonie 2011/2012, którego premiera odbyła się 23 września 2011 roku. W kwietniu 2012 roku dyrekcja telewizji Fox poinformowała, że Fringe zostanie zakończony wraz z piątą, 13-odcinkową serią, która zostanie wyemitowana w sezonie 2012/2013, osiągając liczbę 100 odcinków.
Przeplatające się wątki świata teraźniejszego i alternatywnego oraz czasu przeszłego były dla nowego widza niejednokrotnie barierą nie do przebicia. Przygotowując się na premierę czwartego sezonu, stacja FOX udostępniła dla zagubionych w fabule nowych widzów krótkie zwiastuny "Past + Present + Future" prezentujące strukturę fabuły począwszy od sezonu pierwszego.
W Polsce serial emitowany jest przez telewizję TVN.

## Zarys fabuły
Serial opowiada o grupie osób prowadzących badania nad zjawiskami paranormalnymi. W jej skład wchodzą: agentka FBI Olivia Dunham, nadzwyczaj inteligentny, młody mężczyzna Peter Bishop oraz jego równie błyskotliwy ojciec doktor Walter Bishop. Oprócz rozwiązywania zagadek zjawisk paranormalnych, badają oni aspekty nauki alternatywnej (telepatia, lewitacja, niewidzialność, mutacja genetyczna itp.). Na całym świecie występuje seria zbiorowych eksperymentów, znanych jako "Wzorzec" i nie są znane powody ich wykonywania. Olivia, Peter i Walter mają za zadanie zbadanie tych dziwnych wydarzeń oraz ustalenie źródła ich pochodzenia. Massive Dynamic to firma związana ze "Wzorcem" i największa korporacja na świecie zajmującą się zaawansowanymi badaniami przy użyciu nowoczesnych technologii, które nie są ogólnodostępne i powszechnie znane. Oprócz tego Massive Dynamic posiada wiele własnych patentów, które kilkukrotnie przewyższają możliwościami powszechnie stosowane urządzenia.
W sezonie pierwszym zespół fringe bada sprawy ze "Wzorca", za którym stoją bioterroryści znani jako ZFT (Zerstörung durch Fortschritte der Technologie), na czele których jest David Robert Jones. Przygotowują się oni do końca świata. Olivia dowiaduje się, że była w wieku trzech lat była obiektem badań nad cortexiphanem, lekiem zatrzymującym wrodzone psioniczne zdolności. Walter uczy się na nowo samodzielnie żyć po siedemnastu latach w szpitalu psychiatrycznym St. Claire's, ukrywając tajemnicze pochodzenie Petera.
W sezonie drugim zagadki mają związek, przede wszystkim, z równoległym światem, z których pochodzą zmiennokształtni. Na czele zmiennokształtnych stoi Thomas Jerome Newton. Walter mówi Peterowi o tym, iż po śmierci własnego syna postanowił − chcąc pomóc jego alternatywnej wersji − wykraść Petera i uleczyć go. Na końcu sezonu Peter przenosi się z Walternatorem (Walterem z alternatywnego świata) − swoim ojcem − do równoległej rzeczywistości. Walternator chce zniszczyć drugą stronę. Olivia wraz z Walterem i ludźmi cortexiphanu, przechodzi do alternatywnego świata. Podczas akcji Olivia z alternatywnego świata − Bolivia − wchodzi w rolę Olivii, a Olivia zostaje zamknięta w izolatce w Departamencie Obrony w równoległym wszechświecie.
Sezon trzeci opowiada o zmaganiach Olivii z jej wydostaniem się z równoległego świata oraz infiltracji dokonywanej przez Bolivię. Walternatator, sobowtór Waltera, jako sekretarz obrony Stanów Zjednoczonych, próbuje zrobić z Olivii jej alternatywną wersję. Wstrzykuje jej pamięć Bolivii, umiejętności, osobowość. Tymczasem Bolivia stara się zdobyć jedną z części do maszyny zagłady, która później budowana jest po obu stronach, a uruchomić ją może tylko Peter. Olivia wraca do swojego świata. Maszyna zostaje uruchomiona, powstaje most między wszechświatami. Wkrótce Peter zostaje wymazany przez jednego z obserwatorów − Septembera − z linii czasu.
W sezonie czwartym przedstawiony zostaje świat, w którym Peter po obu stronach zmarł w dzieciństwie. Septemberowi nie udaje się jednak wymazać Petera w całości. Walter czasami widuje go jako dorosłego, odbijającego się od błyszczących powierzchni. Co pewien czas powstaje potężna kula energii. Po jej unicestwieniu, Peter wypływa na jezioro Reiden, lecz nikt z zespołu fringe go nie pamięta. Jones faszeruje Olivię cortexiphanem. Ona przypomina sobie wydarzenia z dawnej linii czasu. Bell próbuje zbudować własny wszechświat - bez ludzi - niszcząc dwa dotychczas istniejące, a źródłem energii do tego ma być Olivia. Walter zabija Olivię, ta jednak, dzięki cortexiphanowi, przeżywa. September przychodzi do Waltera i uświadamia mu, że oni nadchodzą. W 19. odcinku akcja przenosi się do roku 2036. Świat wtedy opanowany jest przez obserwatorów przybyłych z przyszłości.
Sezon piąty to kontynuacja wydarzeń z odcinka 19. poprzedniego sezonu. Walter, Astrid, Peter i jego córka − Etta, odnajdują zamkniętą w bursztynie Olivię. Wtedy Walter zostaje aresztowanym. Poddany torturom przez kapitana Windmarka zapomina plan dotyczący pokonania obserwatorów. Olivii, Peterowi i Etcie udaje się zepsuć urządzenie zmniejszające ilość tlenu w atmosferze. Później włamują się do opuszczonego przez Windmarka z tego powodu pokoju przesłuchań i zabierają Waltera. Zespół przyjeżdża do jego laboratorium na Harvardzie. Okazuje się, że jest ono zabursztynowane. Z bursztynu udaje im się wyciągnąć kamerę z taśmą dotyczącą planu zniszczenia obserwatorów. Walter mówi na niej, że muszą odnaleźć resztę nagrań. Na innej z nich Walter każe zdobyć czerwone skały. Na jeszcze innych – elektromagnes oraz chłopca-obserwatora, imieniem Michael, z którym wydział fringe miał do czynienia wcześniej. Według taśm Michaelem zajmować ma się Donald. Jednak chłopiec zostaje odnaleziony otoczony opieką innych ludzi, którym Donald go powierzył. Nikt nie wie, kim jest ten mężczyzna. Jednak Michael zapytany o to przez Waltera dotyka jego policzka i tym samym przypomina mu, kim jest Donald...

## Postacie
- Anna Torv jako Olivia Dunham – agentka FBI oddelegowana do rozwiązywania trudnych spraw z pogranicza nauki i fantastyki wraz z doktorem Walterem Bishopem i jego synem Peterem. Odkryła, że jako dziecko była obiektem badań Waltera i Williama Bella, której to podawano cortexiphan, dając jej niezwykłe zdolności. Anna Torv gra także alternatywną wersję Olivii − Bolivię, nazywaną także Fałszywią (Fauxlivia).
- John Noble jako Walter Bishop – były naukowiec rządowy, zajmujący się badaniem zjawisk paranaukowych. Jest postrzegany jako szalony naukowiec. Został zamknięty na 17 lat w zakładzie psychiatrycznym St Claire's po śmierci swojej asystentki. John Noble wciela się również w rolę Walternatora (Walternate'a) − sekretarza obrony w alternatywnym świecie. Walternator chciał doprowadzić do wojny między wszechświatami.
- Joshua Jackson jako Peter Bishop – syn dr. Waltera Bishopa, majster-klepka. Jest niezwykle inteligentny, ale przejawia wielki sceptycyzm wobec rozwiązywanych spraw i postępowania Waltera. Jego prawdziwym ojcem jest Waltenate. Walter uprowadził Petera po śmierci własnego syna na tę samą chorobę genetyczną, na którą chorował Peter z drugiej strony. Wkrótce go uleczył, lecz nie chciał go oddać.
- Georgina Haig jako Henrietta "Etta" Bishop − córka Olivii i Petera Bishopów. Pierwszy raz pojawia się w 19. odcinku czwartego sezonu, później w piątym sezonie. Agentka Wydziału Fringe i członkini ruchu oporu przeciwko obserwatorom.
- Lance Reddick jako Phillip Broyles – przełożony agentki Dunham. Naprowadza Olivię na trop w wielu śledztwach, często zatajając przed nią inne wątki. Ma niejasne powiązania z przemysłowym koncernem Massive Dynamic. Reddick gra również pułkownika Broylesa w równoległym wszechświecie, który poświęcił życie dla ucieczki Olivii z tegoż świata w trzecim sezonie.
- Kirk Acevedo jako Charlie Francis – agent FBI; przyjaciel Olivii, pomagał jej w śledztwach. Został zabity i zastąpiony zmiennokstałtnym. Po drugiej stronie nadal żyje.
- Blair Brown jako Nina Sharp – wysoko postawiona osoba w przedsiębiorstwie Massive Dynamic. Prowadzi tajemnicze eksperymenty na ludziach. Ma niejasne plany wobec Olivii.
- Mark Valley jako John Scott – agent federalny, partner Olivii w FBI i w życiu prywatnym. Był uwikłany w tajemniczy spisek, w efekcie którego zginął. Mimo to pojawia się w wizjach Olivii, która po jednym z eksperymentów Waltera Bishopa dostrzega, że część pamięci Johna jest w jej umyśle. Olivia ma wobec niego ambiwalentne uczucia: wie, że John ją oszukał i jednocześnie nie chce pozbyć się jego osoby ze swojej świadomości. Wkrótce świadomość Johna została wymazana ze świadomości Olivii.
- Jasika Nicole jako Astrid Farnsworth − agentka FBI, asystentka Waltera. W kilku sprawach odegrała znaczącą rolę. Astrid bardzo dobrze zna się na komputerach oraz posługuje się biegle kilkoma językami. Interesuje się matematyką. Jest wszechstronną osobą. Studiowała kryptologię. Jej alternatywna wersja jest sawantką.
- Seth Gabel jako Lincoln Lee − w pierwszym świecie pojawia się w 17. odcinku 3. sezonu, którym to jego partner został zabity przez zmiennokształtnych. Wstępuje w szeregi zespołu fringe. Po tym jak jego alter ego − Kapitan Lincoln Lee − zostaje zastrzelony, on postanawia zostać w alternatywnym świecie.
- Michael Cerveris jako September − jeden z obserwatorów; pojawia się w każdym odcinku i przy większości spraw związanych ze wzorcem. Jak inni obserwatorzy jest łysy, nie ma brwi i rzęs, ubrany jest w czarne spodnie i garnitur, pochodzi z przyszłości. Zmienił bieg przyszłości, ratując Waltera i Petera w 1985 r., co spróbował naprawić, wymazując Petera z linii czasu.
- Leonard Nimoy jako William Bell − założyciel Massive Dynamic, przyjaciel i partner Waltera w laboratorium. Razem robili testy cortexiphanu na dzieciach. Po przeniesieniu Petera z alternatywnego świata, Bishop poprosił Bella o usunięcie części pamięci.